# ایندیپندنس (ایندیانا)
ایندیپندنس (به انگلیسی: Independence) یک منطقهٔ مسکونی در ایالات متحده آمریکا است که در شهرستان وارن، ایندیانا واقع شده‌است. ایندیپندنس ۱۷۱ متر بالاتر از سطح دریا واقع شده‌است.